# Truskolasy (Silezië)
Truskolasy is een plaats in het Poolse district  Kłobucki, woiwodschap Silezië. De plaats maakt deel uit van de gemeente Wręczyca Wielka en telt 1 949 inwoners.

## Geboren
- Jerzy Brzęczek (1971), voetballer
- Jakub Blaszczykowski (1985), voetballer